# Alotropija
Alotropíja (grško allos - drugi + tropos - obrat) je pojav, pri katerem imajo kemični elementi več oblik z različnimi fizikalnimi lastnostmi (alotropskimi modifikacijami). Izraz je v kemijo uvedel Jöns Jacob Berzelius.
Nekateri klasični elementi, ki imajo alotrope, so fosfor (v »rdeči«, »beli« in »purpurni« obliki), kisik (O2 in O3) in ogljik (v obliki grafita, diamanta, fulerena, oglja, grafena, ...). Pojem lahko uporabimo tudi za kompleksnejše spojine.
Alotropije pa ne smemo zamenjevati z agregatnimi stanji, saj alotropske modifikacije poznamo v vseh agregatnih stanjih.